# Юзеф Юдицький
Юзеф (Йосип) Юдицький пол. Józef Judycki (*1719 — †1797) — військовий і державний діяч Великого князівства Литовського, маршалок річицький від 1767 року, староста річицький (з 1773 року), обозний великий литовський (у 1774–1776 рр.), стражник великий литовський (у 1776–1789 рр.), староста стшалковскій і богинський.

## Життєпис
- Він є представником шляхетського роду Юдицьких герба Радван. Він другий син коменданта мінського Михайла Юдицького (близько 1700-†1758 р.) і Елеонори Рудоміно-Дусяцької.
- У грудні 1758 р. після смерті свого батька Юзеф Юдицький успадкував місто Лоєв з навколишніми селищами. Він завжди підписував свої ділові папери титулом «граф Лоєвський». Отримав освіту в єзуїтському колегіумі у Вільні, потім у піарівському колегіумі у Варшаві.
- У 1767 р. — староста богинський і стшалковський Юзеф Юдицький приєднався до Радомської конфедерації, його обрали маршалком конфедерації від Лідського повіту.
- У вересні 1771 р. — маршалок Мозирського повіту і полковник петигорійської кінноти.
- У 1773 р. отримав у володіння від свого тестя Альбрехта Радзивілла Річицьке староство.
- У 1774 р. — став обозним великим литовським.
- У 1776 р. отримав посаду стражника великого литовського.
- У 1777 р. став кавалером Ордена Святого Станіслава. У тому ж році був обраний маршалком Трибуналу Великого князівства Литовського. Неодноразово обирався послом на сейми.
- У 1783 р. Юзеф Юдицький купив чин генерал-лейтенанта і командира 1-ї литовського дивізії.
- У листопаді 1785 р. дивізія під його командуванням охороняла кордон Великого князівства Литовського, і мала зіткнення з російськими військовими загонами.
- У 1786 р. був обраний послом на сейм від Мінського воєводства.
- У 1789 р. під тиском депутатів Чотирирічного сейму змушений був відмовитися від посади стражника великого литовського.
- 2 травня 1792 р. став командувачем 4-го полку булави польної литовської. Восени того ж року керував військовими маневрами литовських військ коло м. Мінську. На початку російсько-польської війни 1792 р. генерал-лейтенант Юзеф Юдицький, був незадоволений призначенням німецького принца Людвіга Вюртембергського головнокомандувачем литовської армії, через хворобу призначив своїм заступником генерал-майора Юзефа Беляка.
- 1 червня 1792 р. під час російсько-польської війни після відставки принца Людвіга Вюртембергського генерал-лейтенант Юзеф Юдицький був призначений головнокомандувачем литовської армії. 10 червня литовська дивізія зазнала поразки у «битві під Миром» від російської армії під командуванням генерал-лейтенанта Бориса Петровича Мелліна. Юзеф Юдицький був обвинувачений в боягузтві, із залишками литовського війська відступив у м. Гродно. 23 червня був відсторонений від командування на користь генерал-лейтенанта Михайла Забелло.
- З 1793 р. другого розділу Речі Посполитої Юзеф Юдицький служив у російській армії.
- У 1797 р. був одним із семи делегатів Мінської губернії на коронації російського імператора Павла I Петровича.

## Особисте життя
Юзеф Юдицький був двічі одружений. Його першою дружиною була Марія Огінська, молодша дочка воєводи вітебського Марциана Михайла Огінського (1672–1750 рр.) і Терези Тізенгаузен.
Вдруге одружився у 1767 р. на Алоїзі Радзивілл, донці старости річицького Ольбрехта Радзивілла (1717–1790 рр.) та Ганни Кунегунда Халецької (1723–1765 рр.). Їх діти:
- Ян Юдицький (†1831 р.), був бездітний;
- Станіслав Юдицький (†1828 р.), мав доньку Юлію;
- Юзеф Юдицький (†1841 р.), мав двох доньок: Ідалію і Софію.